# Юксам-билдинг
Юксам Билдинг (кор. 63빌딩) — небоскрёб на острове Ёыйдо в Сеуле, Южная Корея. Высота — 249 метров. Строительство началось в феврале 1980 года и закончилось в мае 1985 года, официальная церемония завершения сооружения состоялась 30 сентября того же года. С 1984 по 1986 год Юксам Билдинг был самым высоким зданием в Азии. Здание возвышается над рекой Ханган. На верхнем этаже здания находится смотровая площадка. Официально состоит из 63 этажей, однако только 60 из них находятся над землёй. На нижних этажах находятся магазины, кинотеатр IMAX и аквариум 63 Sea World.

## 63 Sea World
63 Sea World («63» произносится как «Юксам») — большой аквариум в Юксам Билдинг. Открылся 27 июля 1985 года. Площадь составляет 3563,6 м². Всего насчитывается 200 видов аквариумных рыб. В коллекции — пингвины, электрические угри, пираньи, мурены, выдры, крокодилы, орфиш, латимерия и др.

## Лифт
В Юксам Билдинг установлен скоростной лифт со скоростью 54 м/с. Лифт работает с B1 этажа по 60 этаж. Этот лифт является самым скоростным среди доступных обычным гражданам лифтов.